# خواکین پرز (ورزشکار)
خواکین پرز (انگلیسی: Joaquín Pérez; ۲۵ اکتبر ۱۹۳۶ – ۲۰ مهٔ ۲۰۱۱) از برندگان مدال‌های المپیک تابستانی  اهل مکزیک بود.